# بیشلیه
شهر  بیشلیه (به ایتالیایی: Bisceglie) با جمعیت ۵۴٬۱۲۳ نفر  در ناحیه آپولیا در کشور ایتالیا واقع شده‌است.